# أوليفر مورغان
أوليفر مورغان (بالإنجليزية: Oliver Morgan)‏ هو مغني أمريكي، ولد في 6 مايو 1933، وتوفي في 31 يوليو 2007 بسبب نوبة قلبية.

## وصلات خارجية
- أوليفر مورغان على موقع ميوزك برينز (الإنجليزية)
- أوليفر مورغان على موقع ديسكوغز (الإنجليزية)